# Trachydium subnudum
Trachydium subnudum là một loài thực vật có hoa trong họ Hoa tán. Loài này được C.B. Clarke ex H. Wolff miêu tả khoa học đầu tiên năm 1929.